# Konfessionelle Knabenschule (Finsterwalde)

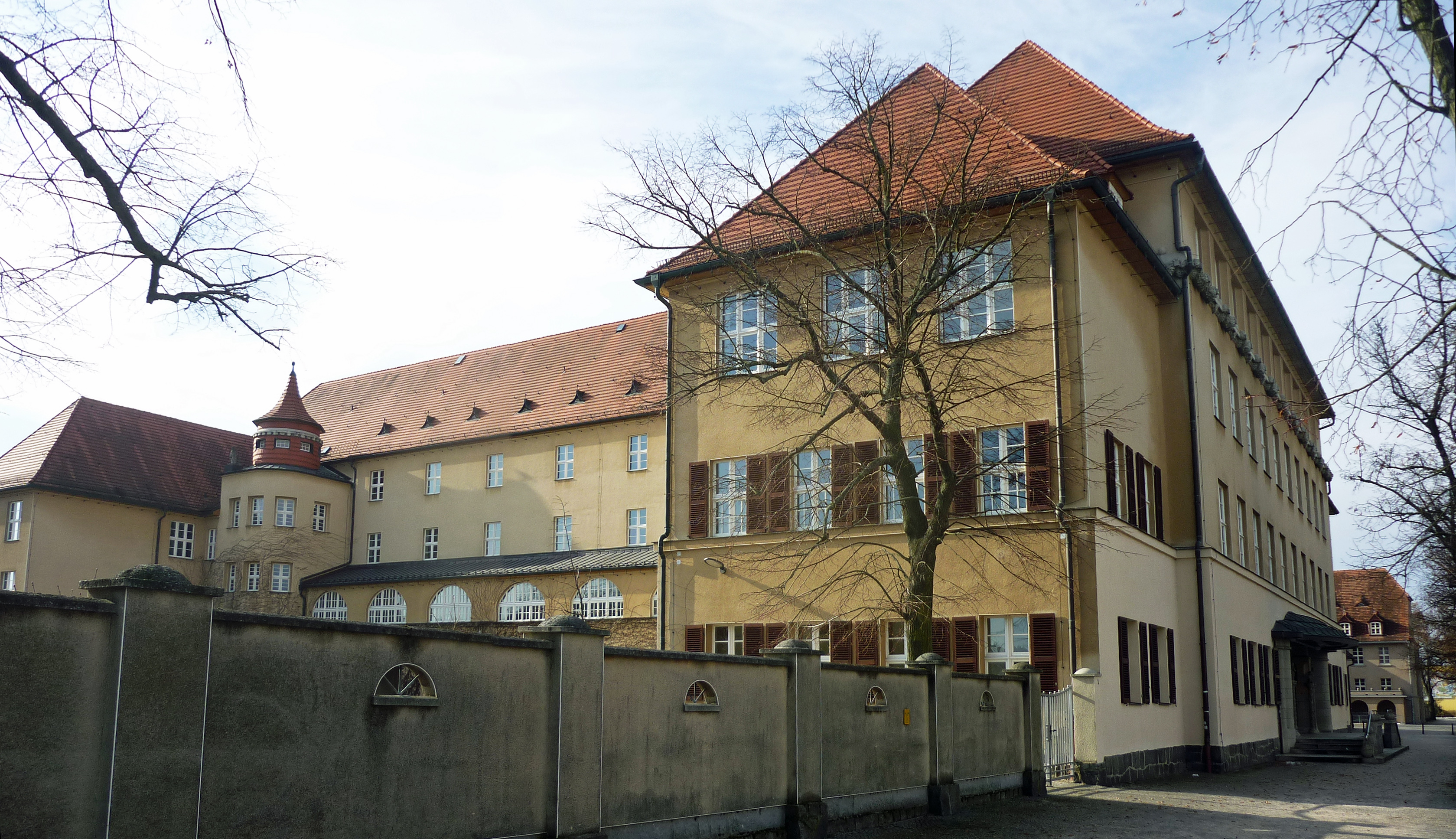
Ehemalige Konfessionelle Knabenschule

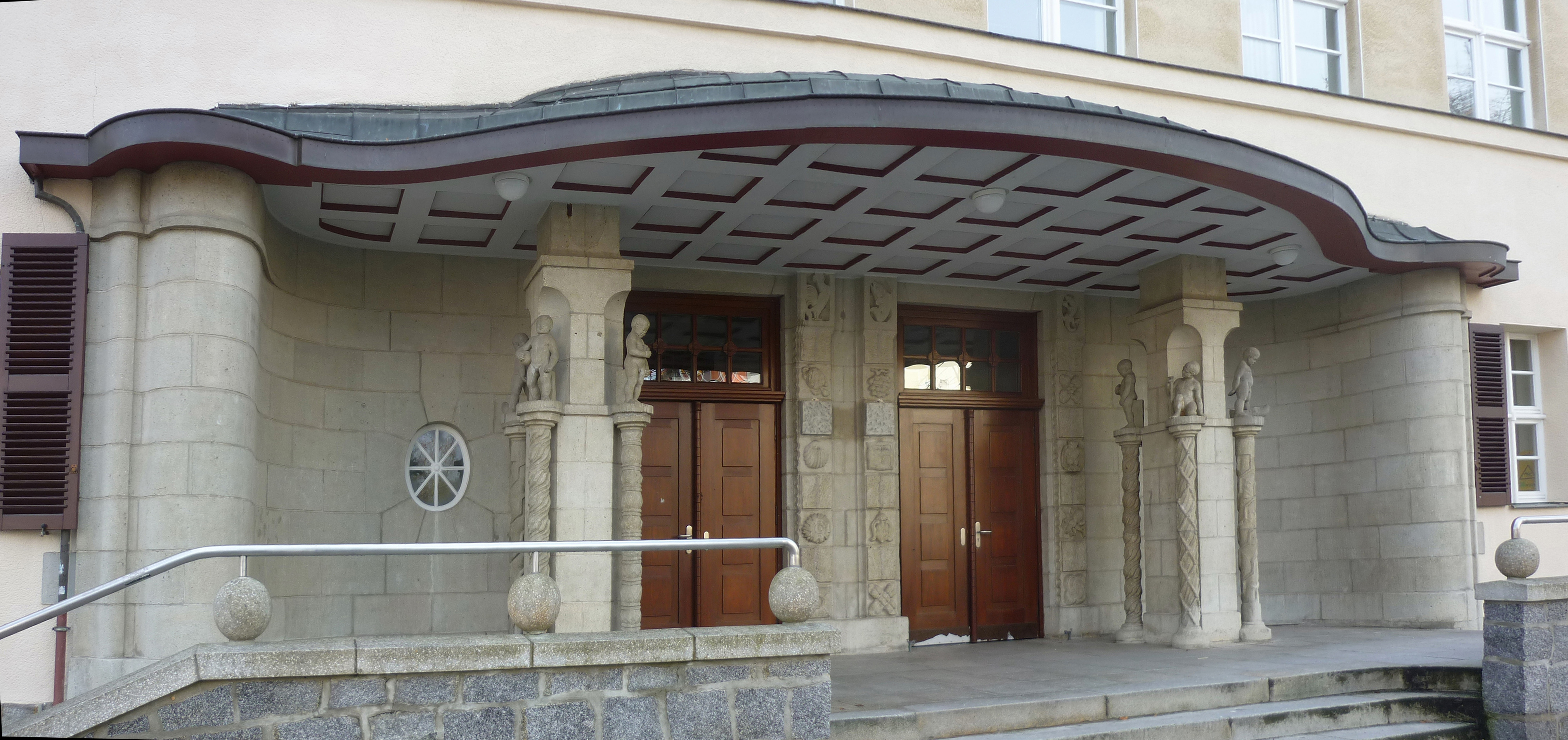
Eingang

Das Gebäude der ehemaligen Konfessionellen Knabenschule Finsterwalde, des späteren Janusz-Korczak-Gymnasiums, ist das größte Schulgebäude in der Stadt Finsterwalde, Straße der Jugend 1. Es wurde 1912–1913 erbaut und steht unter Denkmalschutz.

## Geschichte
Das Schulgebäude bildet ein Ensemble mit dem benachbarten Kinderheim. Die Baugruppe wurde nach einem Entwurf des Berliner Architekten Max Taut ausgeführt, der 1911 in einem Architektenwettbewerb mit dem 2. Preis prämiert wurde. Die Grundsteinlegung wurde am 12. August 1912 vorgenommen. Die Geschichte der Vorarbeiten sowie Münzen, Zeitungen und eine Urkunde wurden in einer Zeitkapsel in den Grundstein eingemauert. 1913 wurde der Bau als konfessionelle Knabenschule, d. h. als evangelische Knaben-Volksschule eingeweiht. Der plastische Schmuck der Gebäude entstand nach Modellen des Bildhauers Wilhelm Repsold.
Das Kinderheim, das durch eine Stiftung des Finsterwalder Textilunternehmers Kommerzienrat Max Koswig (* 1854) und seiner Ehefrau Anna Koswig finanziert wurde, bestand von 1913 bis 1943 und diente anschließend bis 1998 als Krankenhaus und war danach ungenutzt.
Im Zweiten Weltkrieg war in der Schule und im Kinderheim vorübergehend ein Lazarett eingerichtet. Nach dem Krieg beherbergte der Schulbau nacheinander eine Berufsschule, eine Hilfsschule, die Oberschule „Johann Wolfgang von Goethe“ und die Musikschule. 1978 erhielt die Schule den Namen von Janusz Korczak.
Nach 1991 waren in dem Gebäudekomplex die Janusz-Korczak-Grundschule und das Janusz-Korczak-Gymnasium untergebracht.
Mit dem Schuljahr 2006/2007 wurde das Janusz-Korczak-Gymnasium mit dem Sängerstadt-Gymnasium zusammengelegt. Das nun einzige Gymnasium in Finsterwalde wurde das Sängerstadt-Gymnasium, das hier hauptsächlich die Sekundarstufe I unterrichtet. Das Gebäude der Knabenschule und das mittlerweile sanierte Gebäude der Inneren Station des Krankenhauses beherbergen alle Schüler des Gymnasiums. Am 20. März 2013 wurde mit einem kleinen Festakt die Sanierung begonnen. Die Modernisierung sollte planmäßig zum Beginn des Schuljahres 2014/15 abgeschlossen werden.
Die beiden Taut-Gebäude (Straße der Jugend 1 und 3, zur Bauzeit Weststraße) feierten im Frühling 2014 ihr 100-jähriges Jubiläum mit einer Sonderausstellung im Kreismuseum Finsterwalde.